# سیارک ۳۳۲۹
سیارک ۳۳۲۹ (به انگلیسی: 3329 Golay، نامگذاری:1985RT1) سه هزار و سیصد و بیست و نهمین سیارک کشف شده‌است که در ۱۲ سپتامبر ۱۹۸۵ کشف شد.
قدر مطلق سیارک برابر ۱۱٫۴۰ است.